# Cortinarius varius
Cortinarius varius (Jacob Christian Schäffer, 1783 ex Elias Magnus Fries, 1838), sin. Cortinarius variiformis Malençon (A. Ortega & Mahiques, 1970), a încrengăturii Basidiomycota, din familia Cortinariaceae și genul Cortinarius, este o ciupercă comestibilă denumită în popor hreanul pădurii. Acest burete coabitează, fiind un simbiont micoriza (formează micorize pe rădăcinile arborilor). În România, Basarabia și Bucovina de Nord, se dezvoltă în grupuri, de la câmpie la munte, în păduri de conifere calcaroase, mai ales sub molizi, dar de asemenea pe lângă brazi și pini, din (iulie) august până în octombrie (noiembrie), fiind o specie frecvent întâlnită.

## Taxonomie

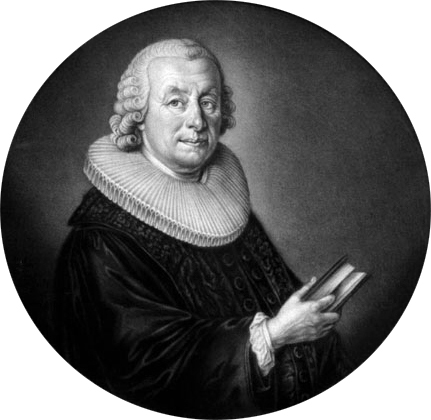
J. Chr. Schäffer

Numele binomial a fost determinat drept Agaricus varius de faimosul savant german Jacob Christian Schäffer, în volumul 4 al marii sale opere Fungorum qui in Bavaria et Palatinatu circa Ratisbonam nascuntur Icones, nativis coloribus expressae din 1774.
Apoi, în 1838, renumitul savant suedez Elias Magnus Fries a transferat specia la genul Cortinarius sub păstrarea epitetului, de verificat în in cartea sa Epicrisis systematis mycologici, seu synopsis hymenomycetum, fiind și numele curent valabil (2022).
Toate celelalte încercări de redenumire sunt de asemenea acceptate, dar pot fi neglijate, nefiind folosite, cu excepția formei și a variațiilor (vezi infocaseta).
Epitetul specific este derivat din adjectivul latin (latină varius=felurit, variat, multicolor, etc.), datorită aspectului ciupercii.

## Descriere

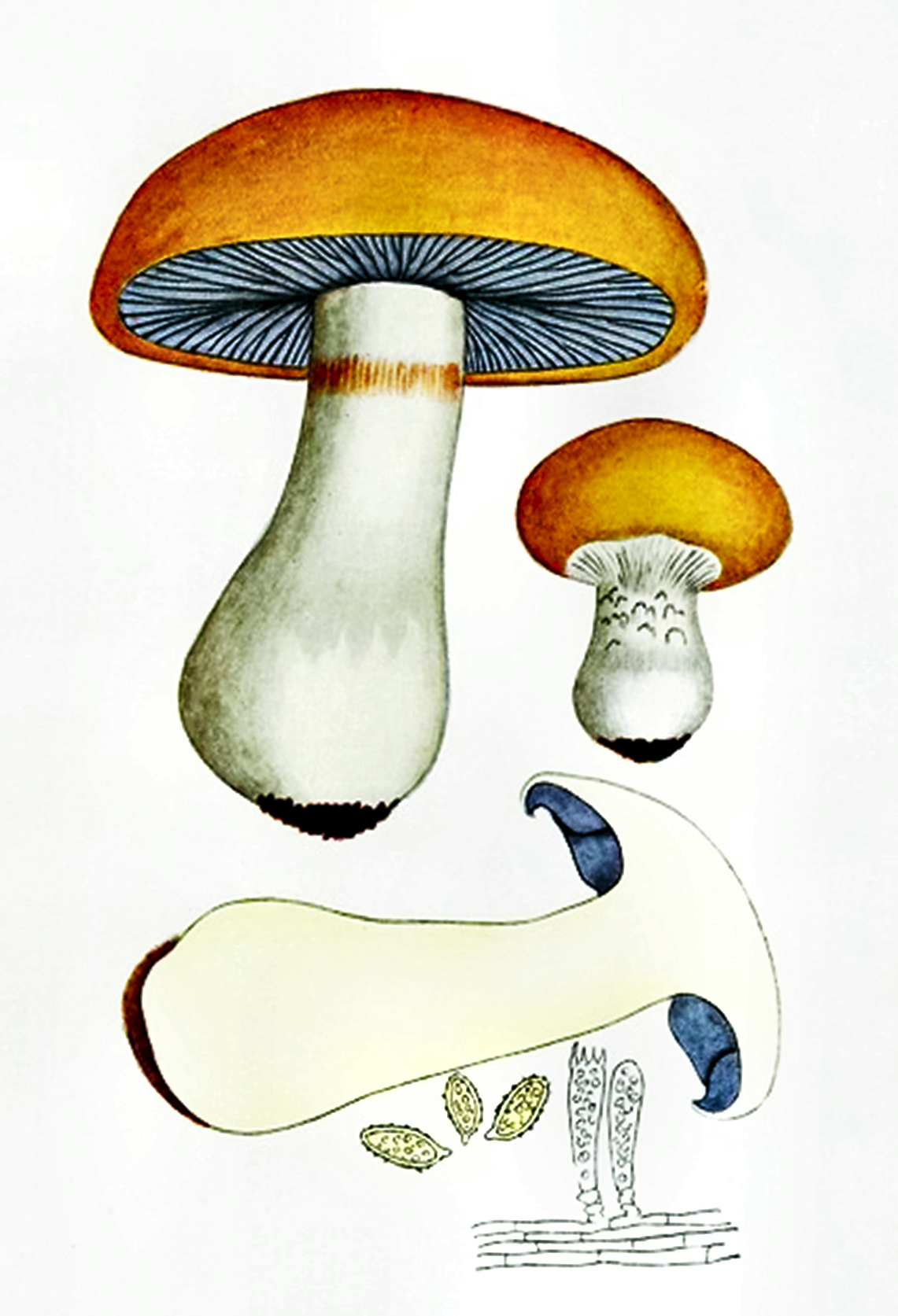
Bres.: Cortinarius varius

- Pălăria: are un diametru între 5 și 12 cm, este la început boltită semisferic cu marginile răsucite înspre interior, dar devine în  scurt timp convexă și apoi plată, purtând în tinerețe fragmente ale vălului parțial în formă de cortină, formată din fibre foarte fine ca păienjeniș între marginea pălăriei și piciorul. Cuticula este netedă, compactă, foarte regulată și lucioasă, suprafața devenind unsuroasă pe vreme umedă. Culoarea pălăriei arată diverse tonuri de galben și ocru, variind până la gălbui-roșcat sau brun-cărămiziu, în nuanțe mai deschis gălbuie către margine.
- Lamelele: sunt dese, subțiri, ușor bombate, înalte și bifurcate precum aderate la picior, fiind învăluite la început de sus menționata cortină, aici de culoare albuie. Coloritul este deja în tinerețe caracteristic palid violet, devenind apoi palid albăstrui, palid lila, în sfârșit ocru-roșcat.
- Piciorul: de 5-8 cm lungime și 1,5- 2,5 cm grosime este foarte consistent, robust, cu un bulb pronunțat la bază și plin pe dinăuntru. Coloritul este albui, spre pălărie ușor palid-violet precum de culoare crem la bază. Nu poartă un inel.
- Carnea: este foarte compactă, tare, albă, albicios-gălbuie în interiorul piciorului, cu miros slab și gust dulceag.[5][6][7]
- Caracteristici microscopice: are spori gălbui, elipsoidali, punctați cu veruci negre verucoși, puțin în formă de migdale cu un apicol, măsurând 9 (10)-12 x (5) 6-7 microni. Pulberea are un colorit roșu-ruginiu. Basidiile clavate cu 4 sterigme fiecare au o dimensiune de 30-35 x 8-10 microni și prezintă cleme. Cistidele (elemente sterile situate în stratul himenal sau printre celulele din pielița pălăriei și a piciorului, probabil cu rol de excreție) de mărime asemănătoare și tot cu cleme, au forma de măciucă cu vârfuri rotunjite.[11]
- Reacții chimice: carnea se decolorează cu hidroxid de potasiu în galben spre galben-portocaliu.[12]

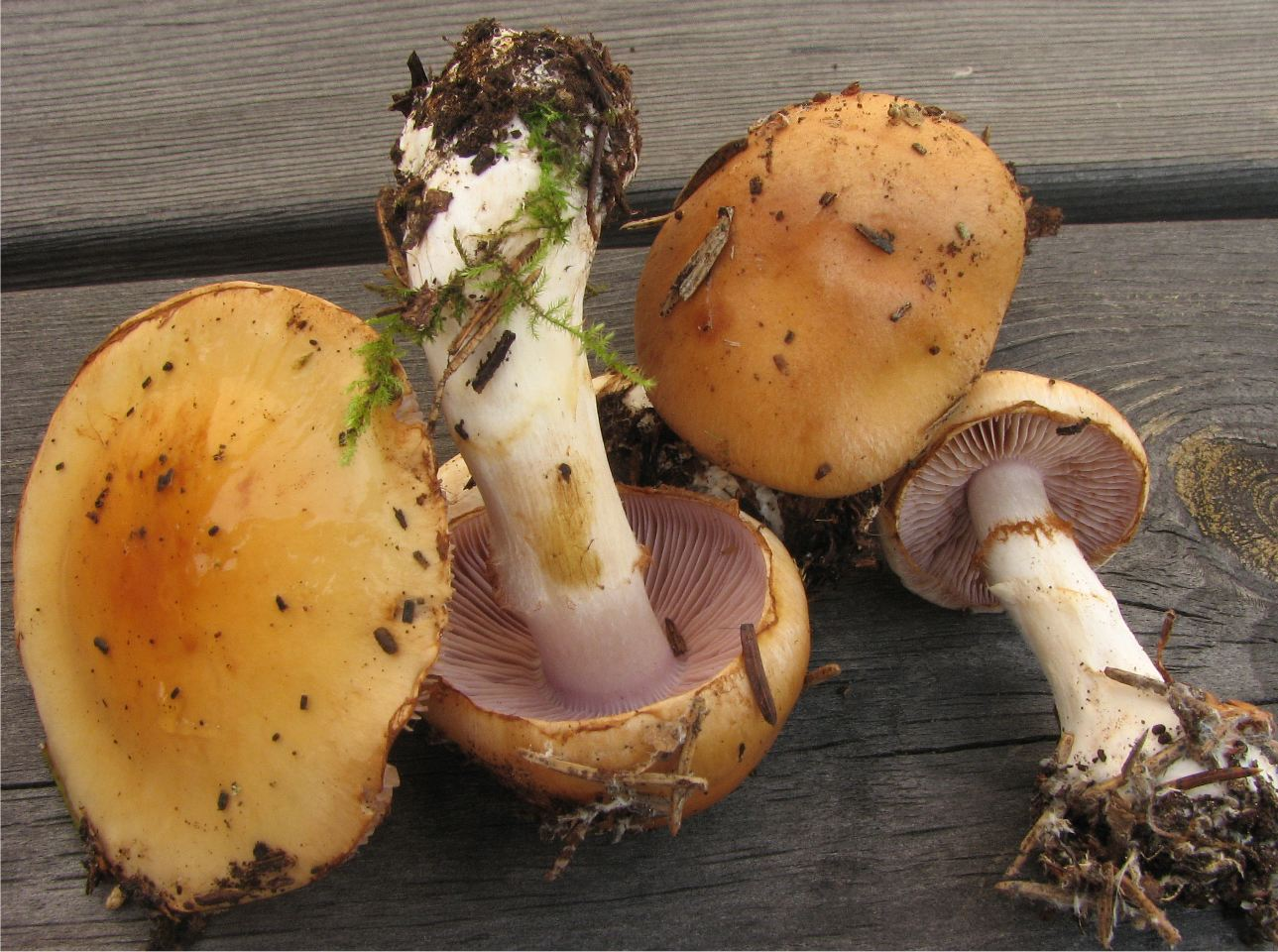
C. varius, lamele și picior
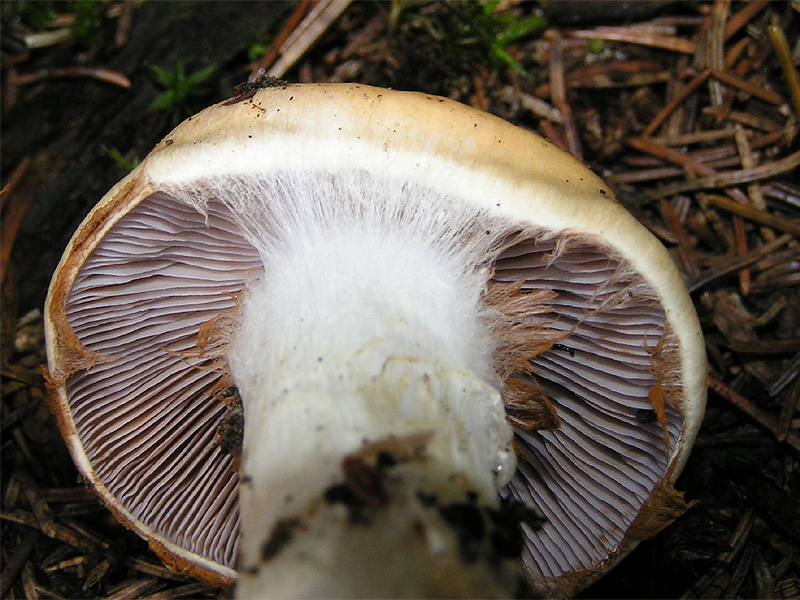
C. varius, lamele și văl parțial din apropiere
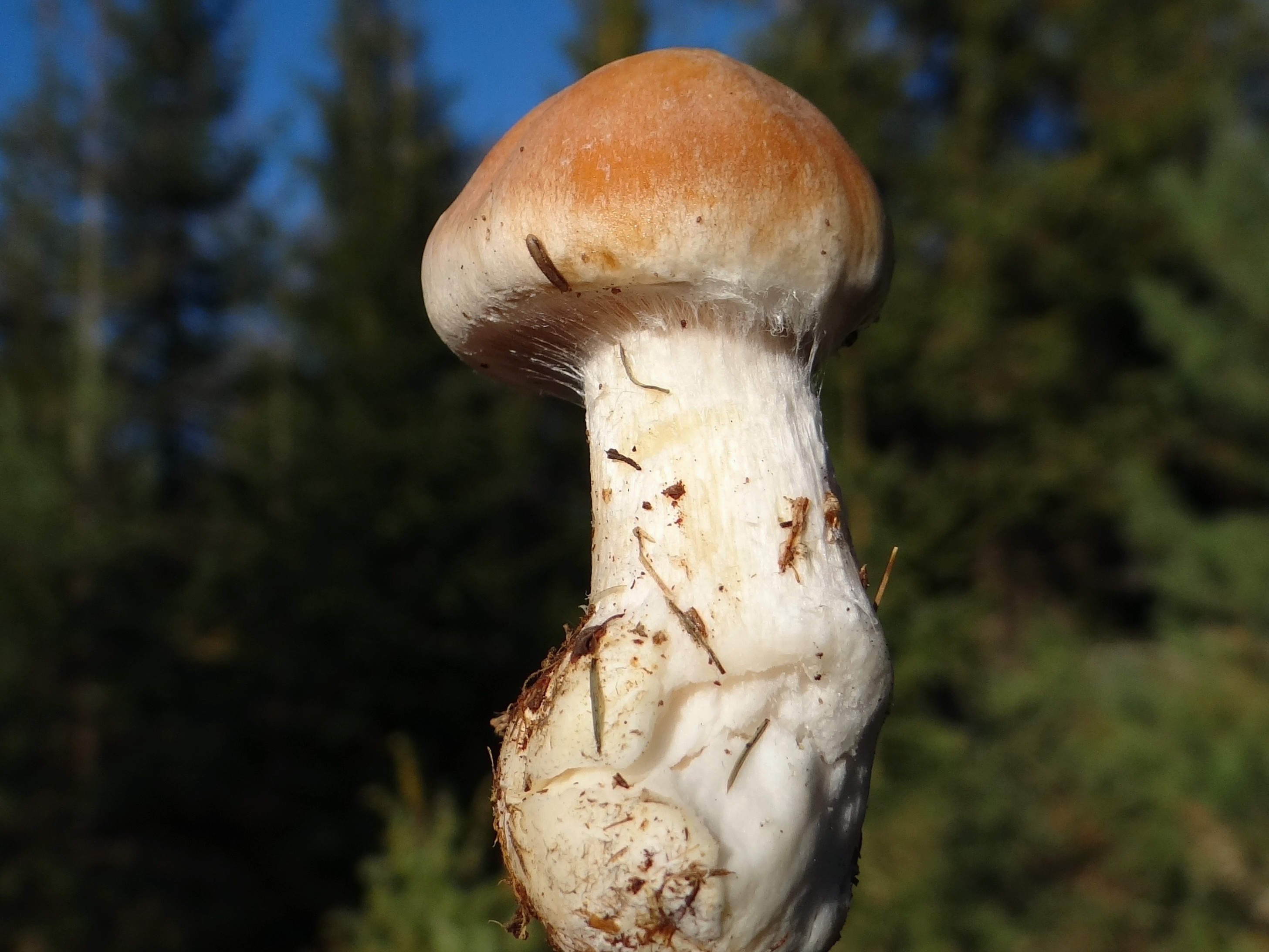
C. varius tânăr
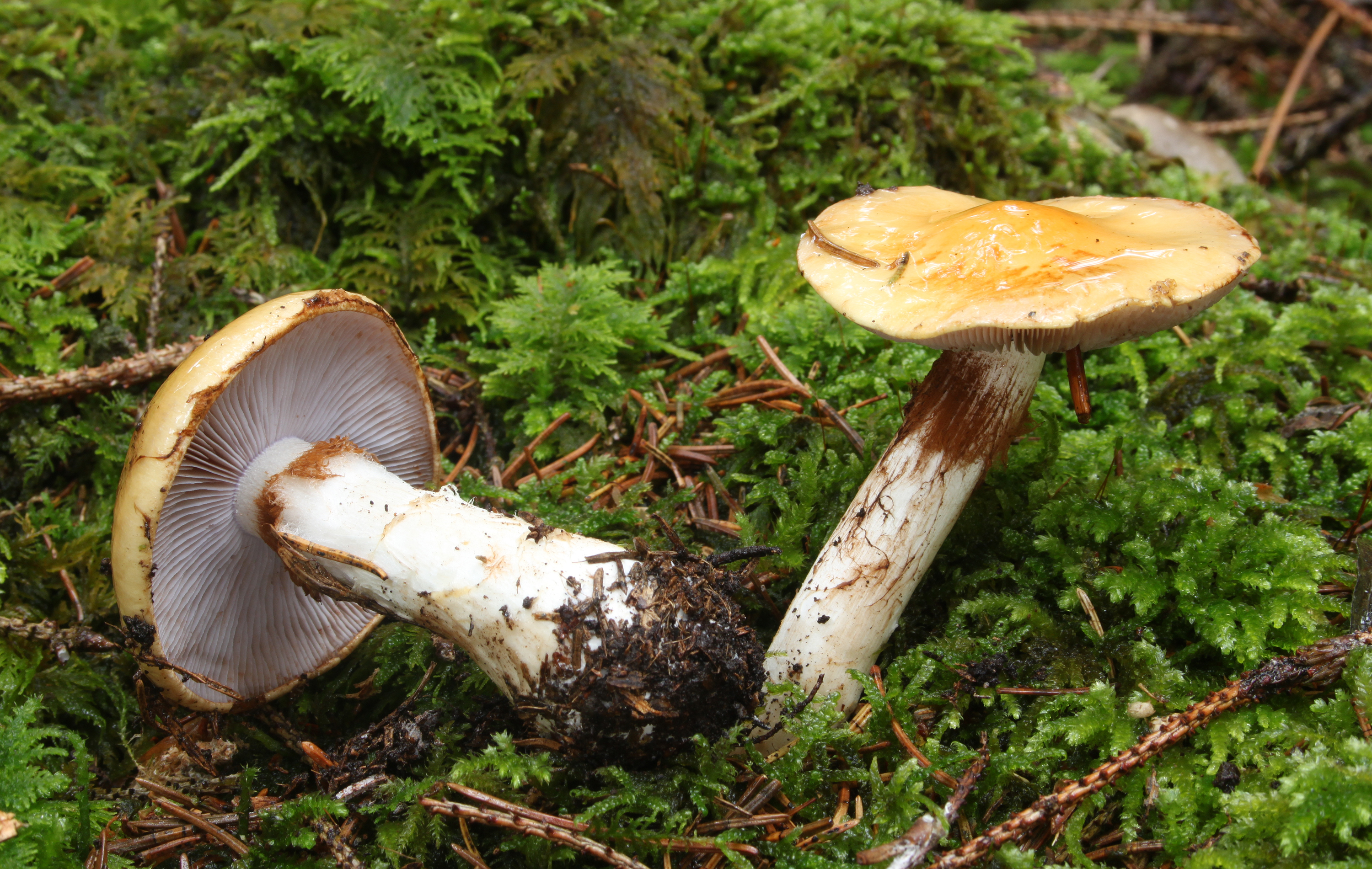
C. varius mai bătrâni

## Confuzii
Acest burete este ușor de recunoscut datorită contrastului evident între coloritul galben-viu al pălăriei și nuanțele lila ale lamelor. Dar o confundare prin începători nu este mereu nepericuloasă. Următoarele ciuperci au o anumită asemănare:
| - Cortinarius allutus (comestibil), - Cortinarius claricolor (comestibil) - Cortinarius collinitus, (comestibil) - Cortinarius elegantior, (comestibil) - Cortinarius delibutus (comestibil), - Cortinarius elatior (comestibil), - Cortinarius elegantior (comestibil), - Cortinarius fluminoides, comestibil (lamele de culoarea lutului deschis, apoi maronii, pălăria colorată ocru închis) - Cortinarius herbarum, comestibil (lamele de colorit crem-albui apoi ocru și pălărie de culoare albă) - Cortinarius mucifluus (comestibil), | - Cortinarius mucosus (comestibil), - Cortinarius multiformis (comestibil) - Cortinarius olidus (necomestibil), - Cortinarius saginus (comestibil), - Cortinarius sebaceus (comestibil (lamele inițial albicioase, apoi de colorit ocru până la maroniu deschis și picior alb-mătăsos) - Cortinarius stillatitius (comestibil), - Cortinarius talus (comestibil) - Cortinarius triumphans sin. Cortinarius crocolitus (comestibil), - Cortinarius variicolor (comestibil) - Cortinarius vibratilis (necomestibil) |  |

Câteodată soiul se confundă cu unele specii al genului Hebeloma,  cu toate necomestibile prin gustul și/sau mirosul lor nepotrivit, ca de exemplu cu Hebeloma laterinum sin. Hebeloma edurum (pălărie crem până ocru-maronie cu tonuri roșiatice, lamele la început albicioase, apoi maronii și picior albicios-ocru.

## Imagini de specii similare

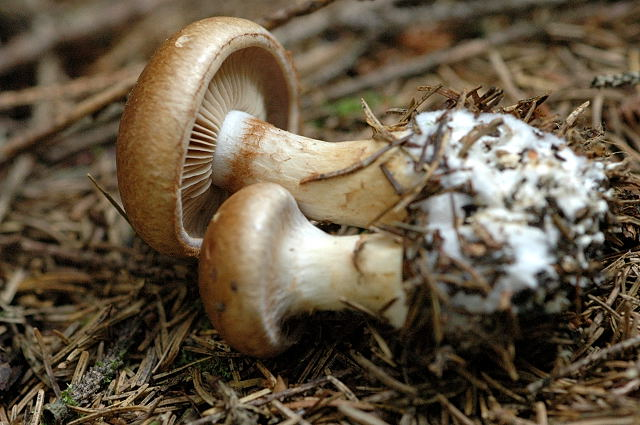
Cortinarius.allutus
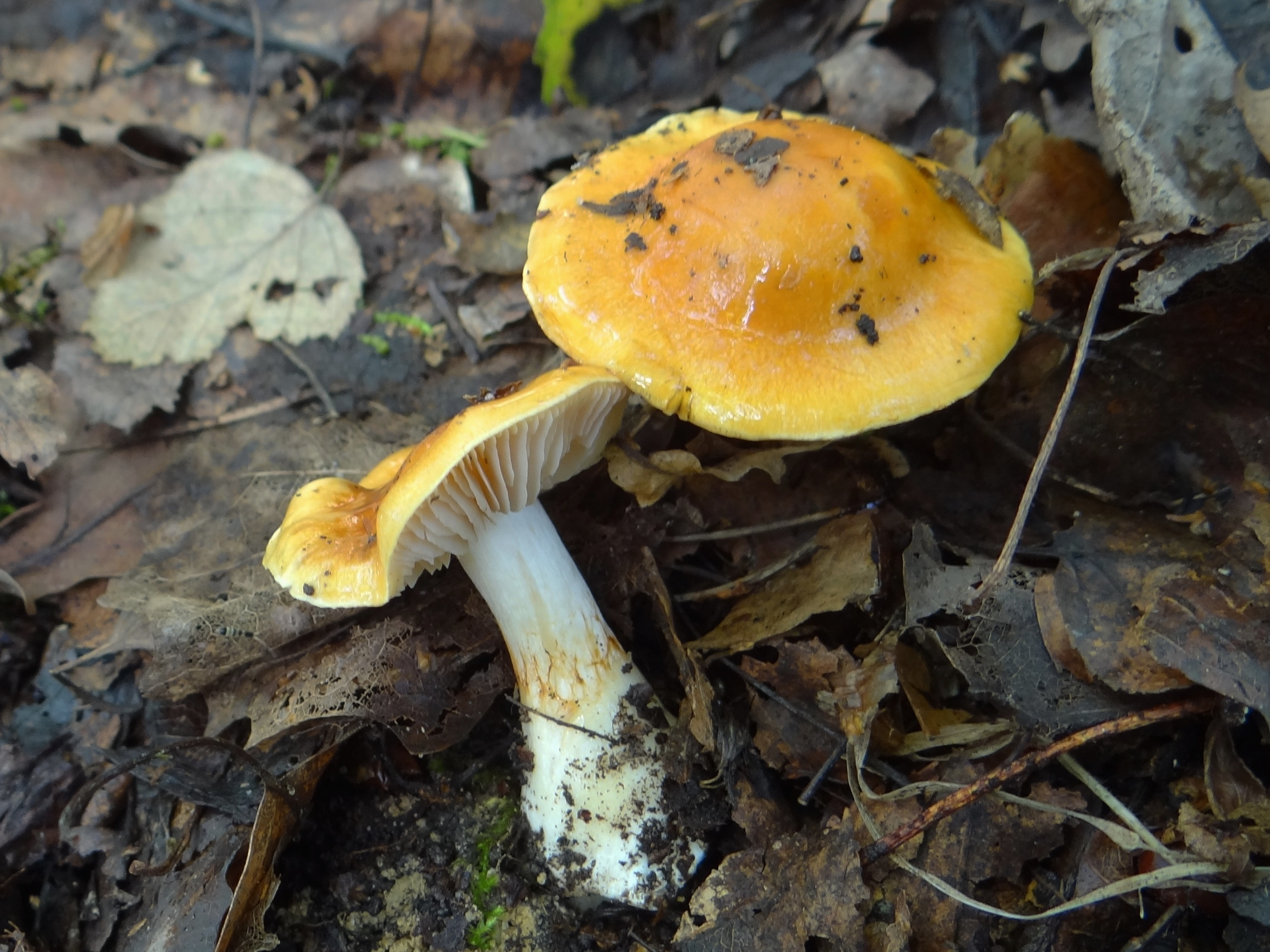
Cortinarius claricolor
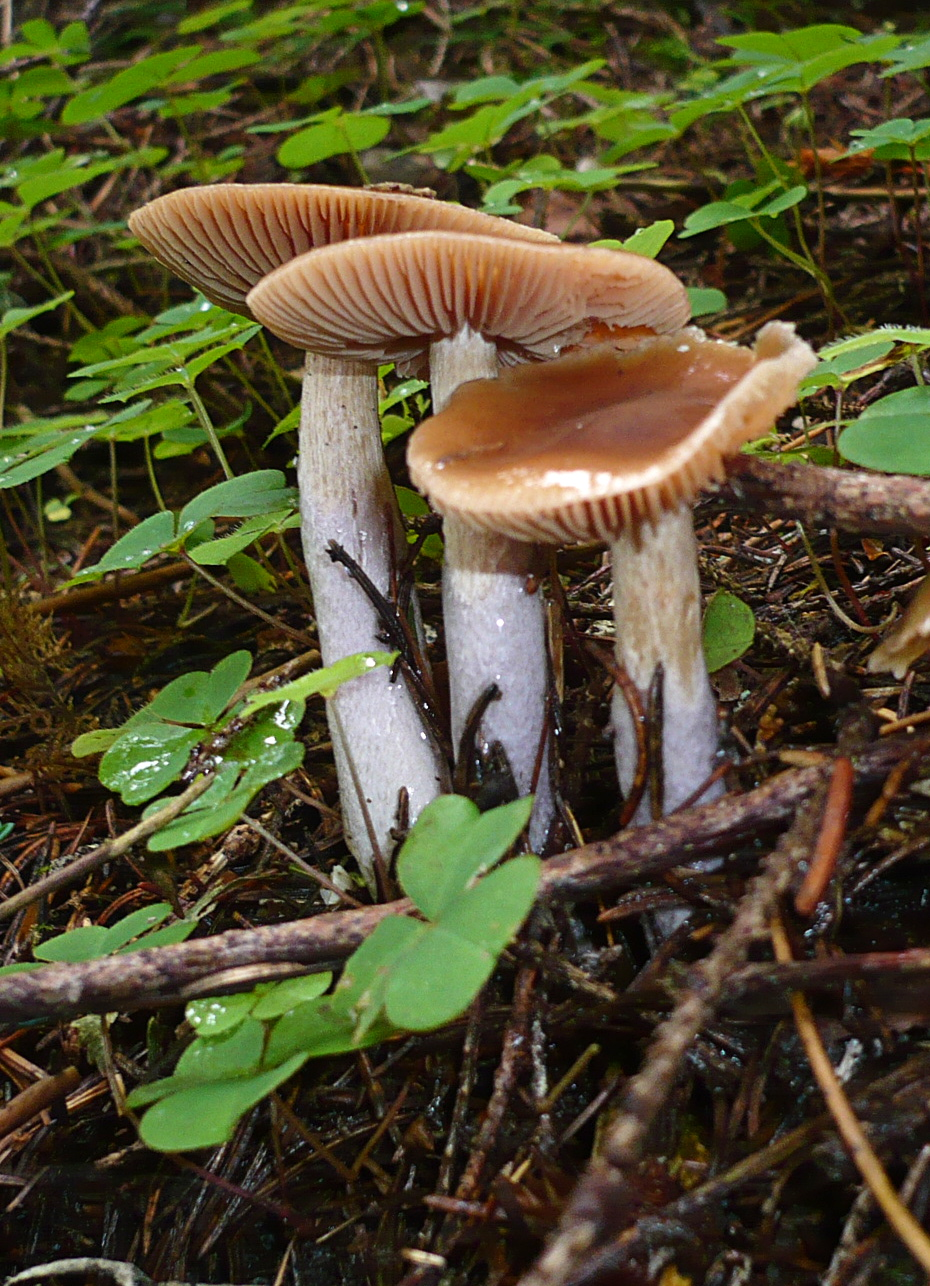
Cortinarius collinitus
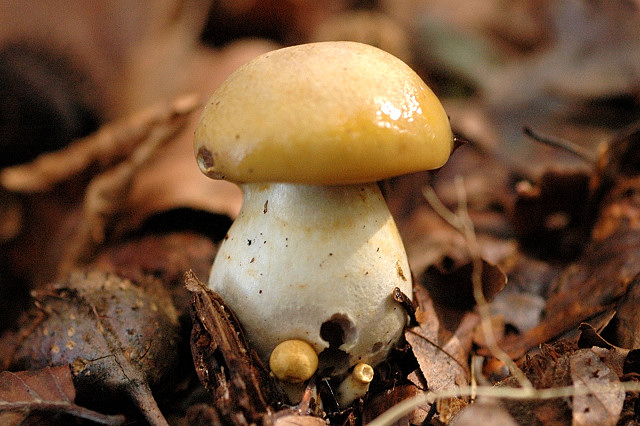
Cortinarius delibutus
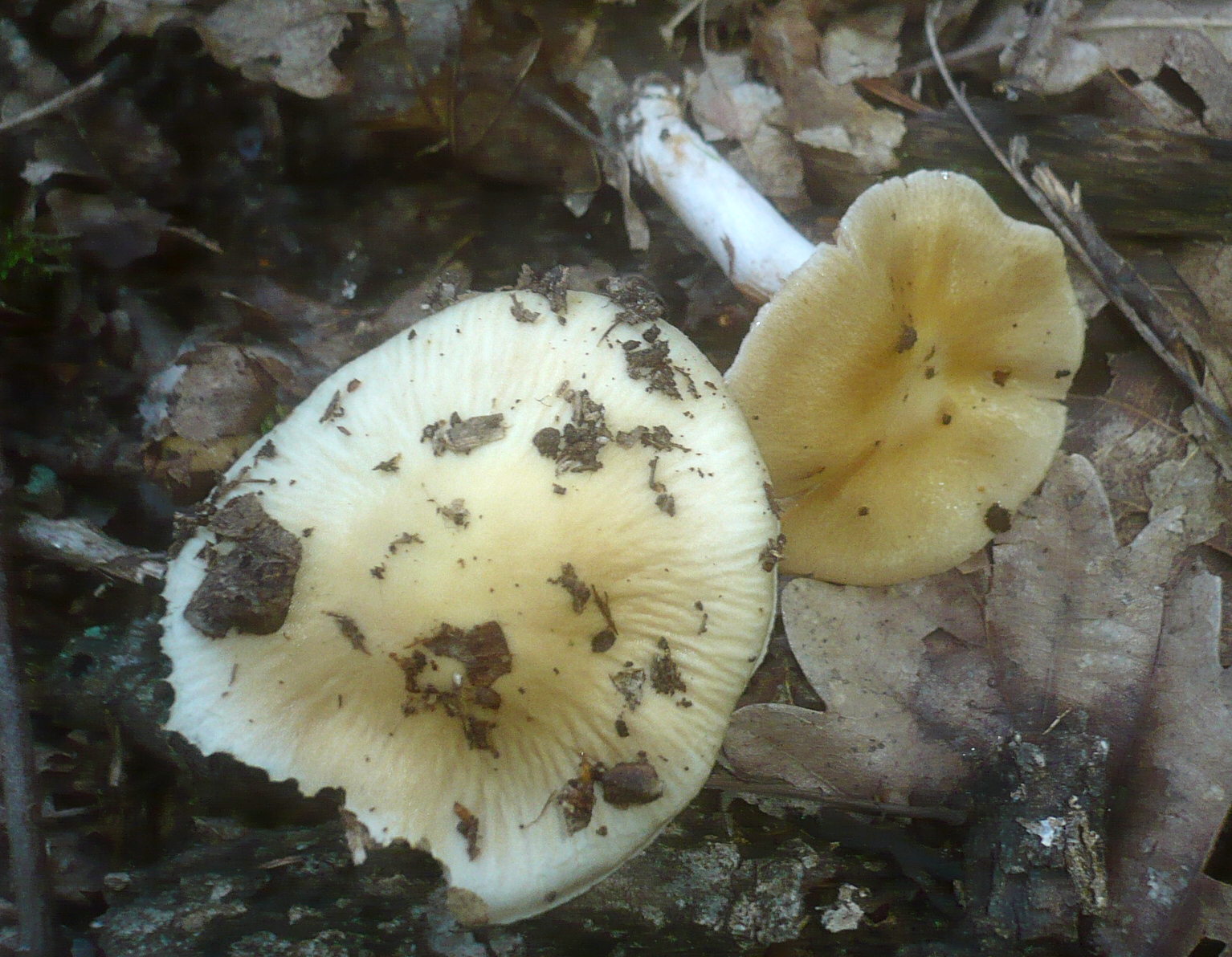
Cortinarius elatior
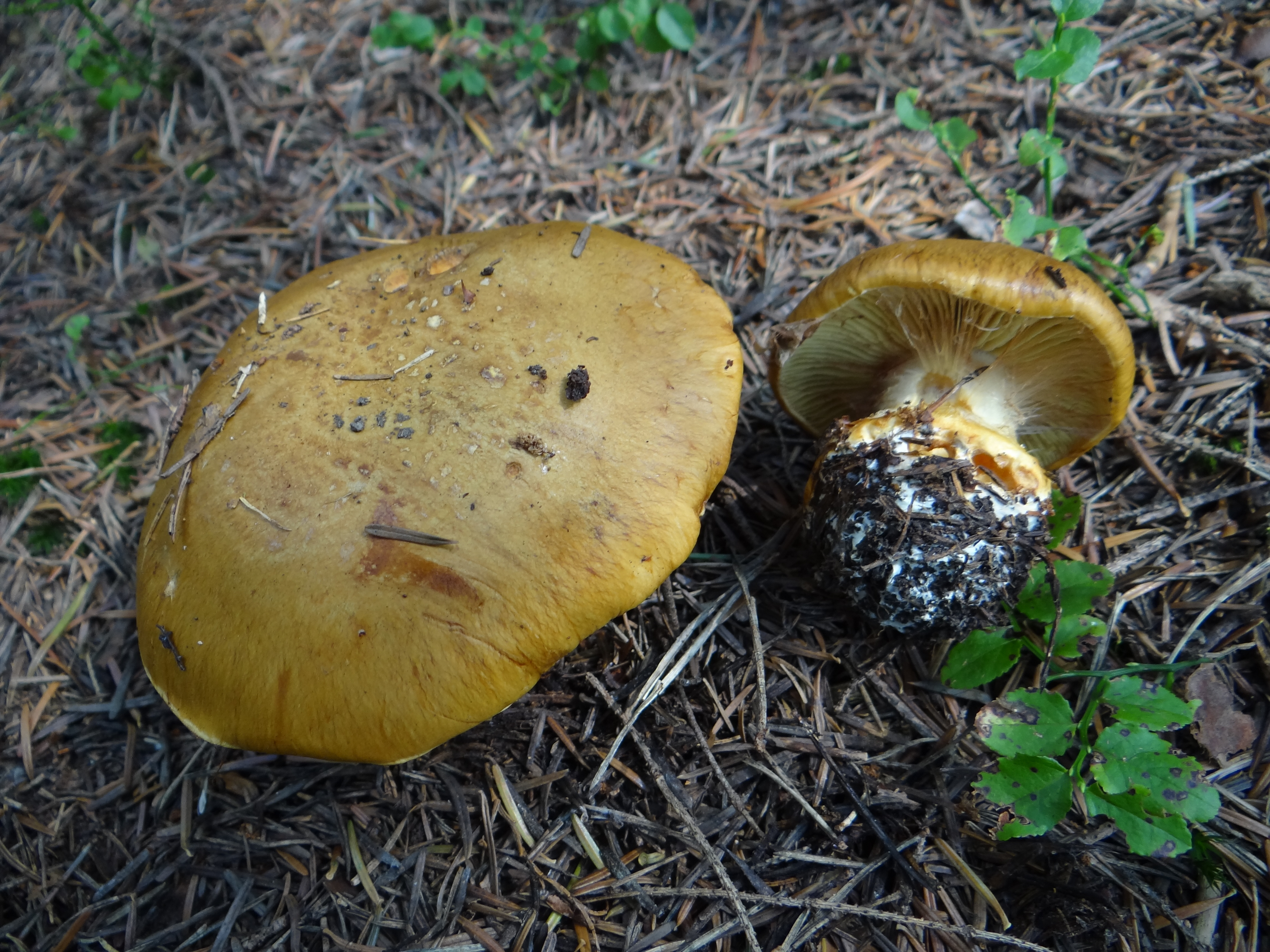
Cortinarius elegantior

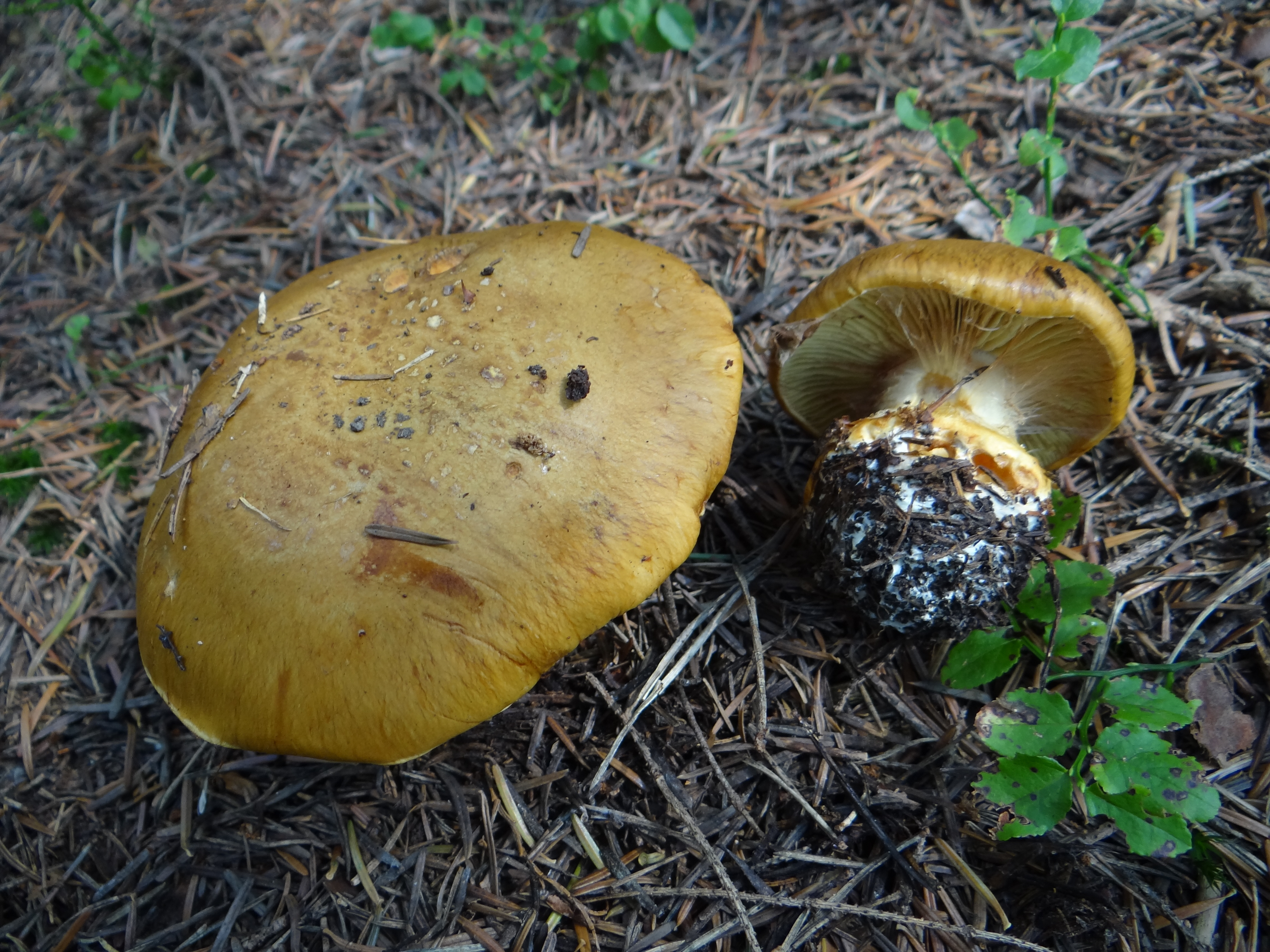
Cortinarius elegantior
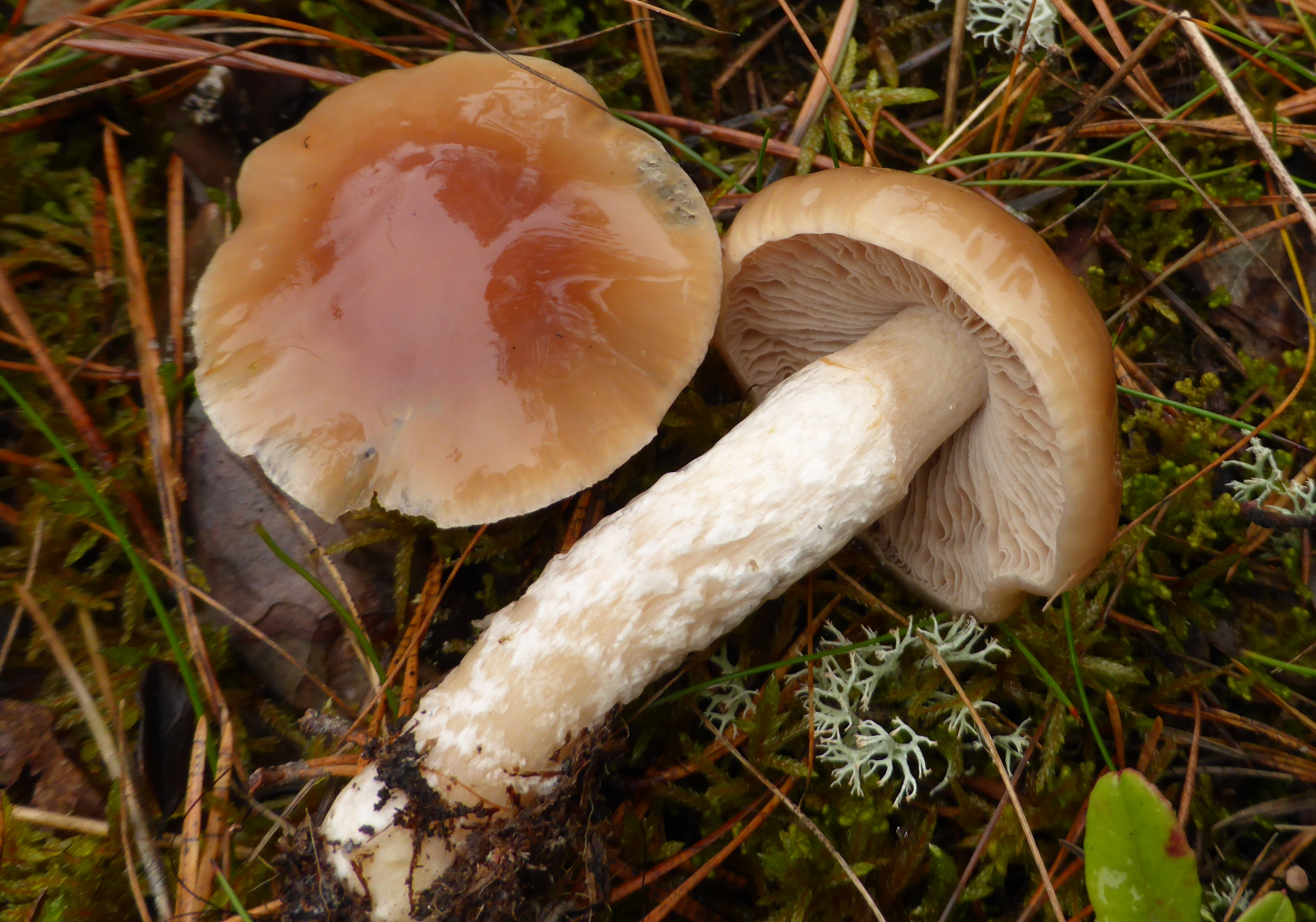
Cortinarius mucifluus
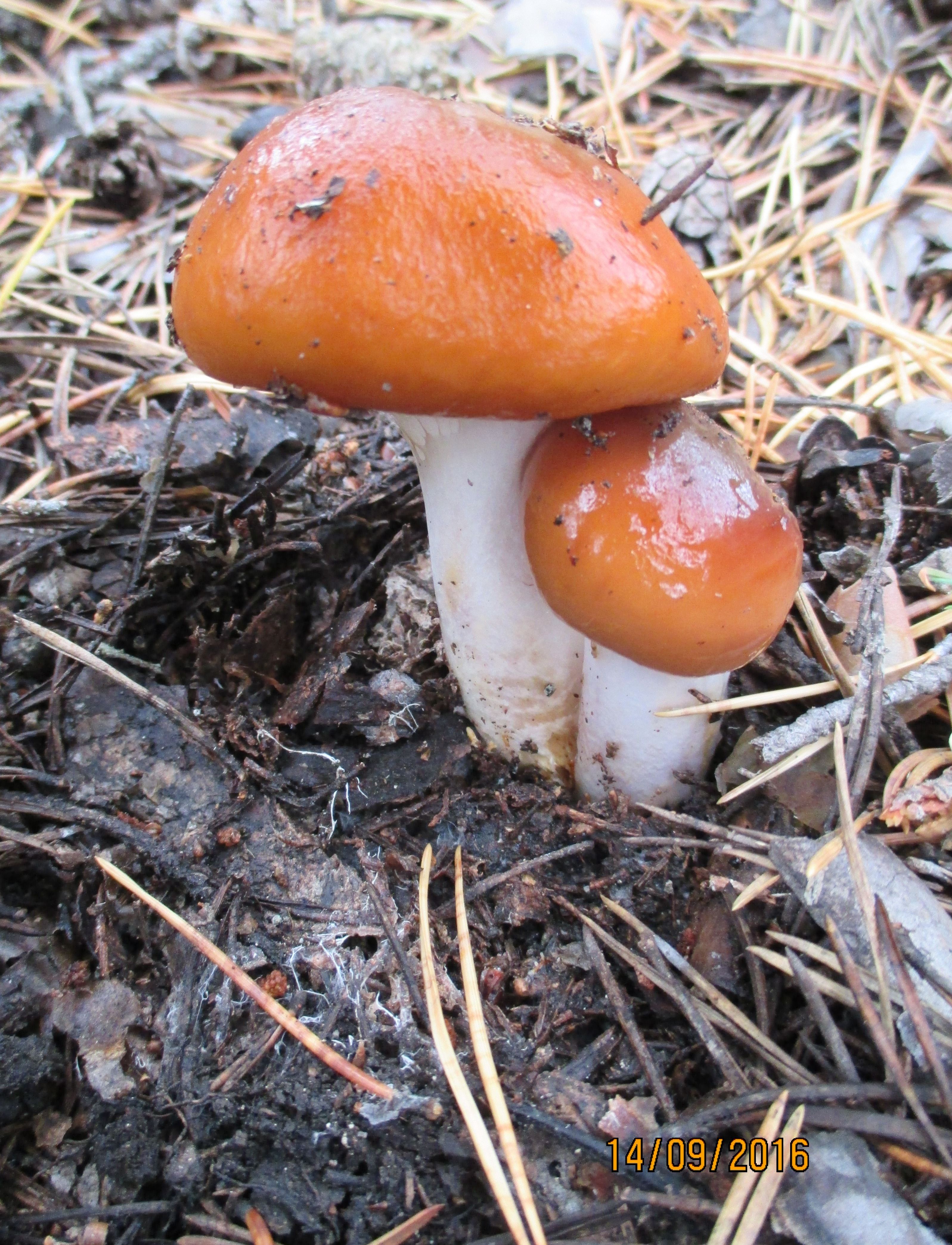
Cortinarius mucosus
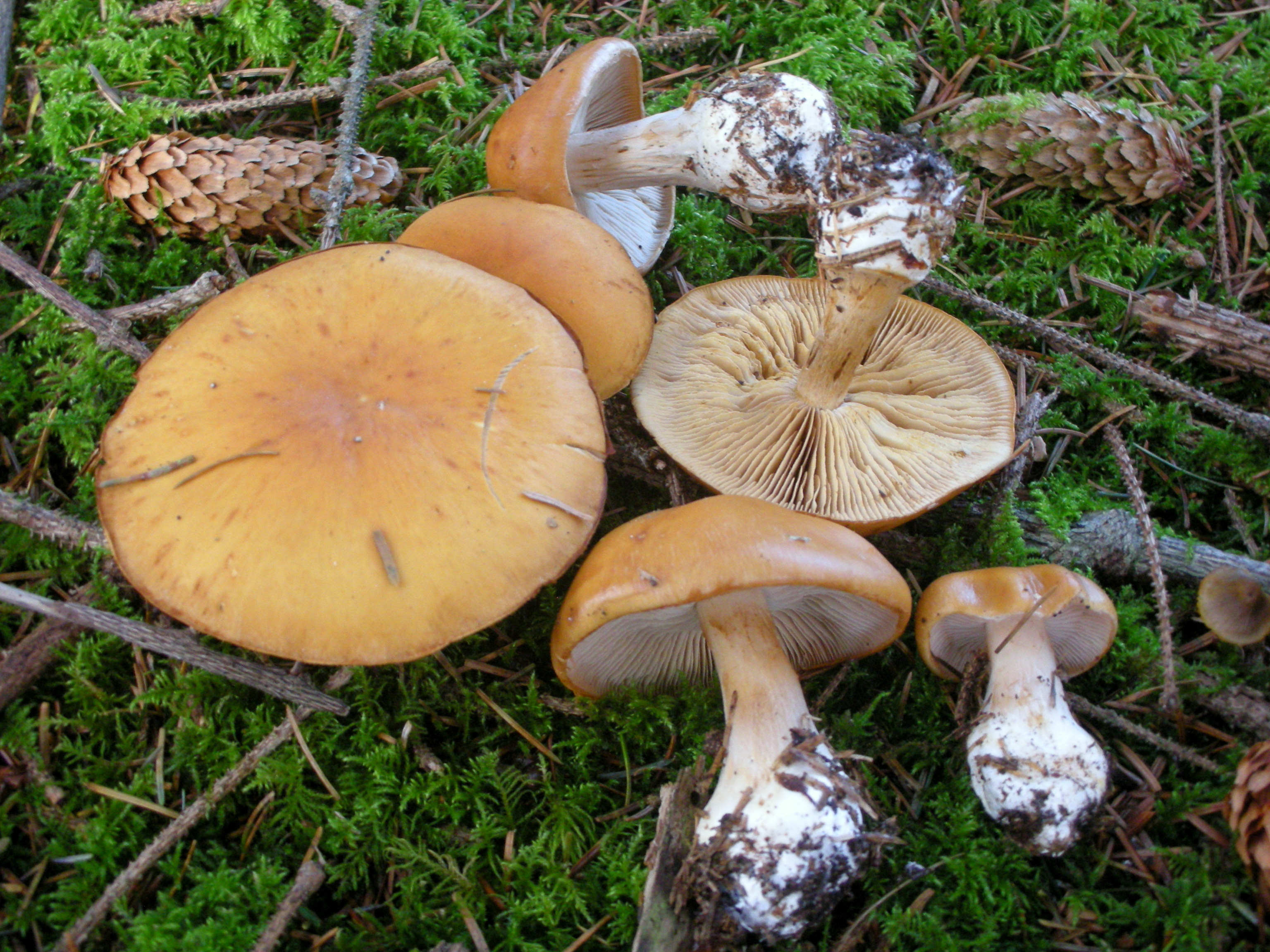
Cortinarius multiformis
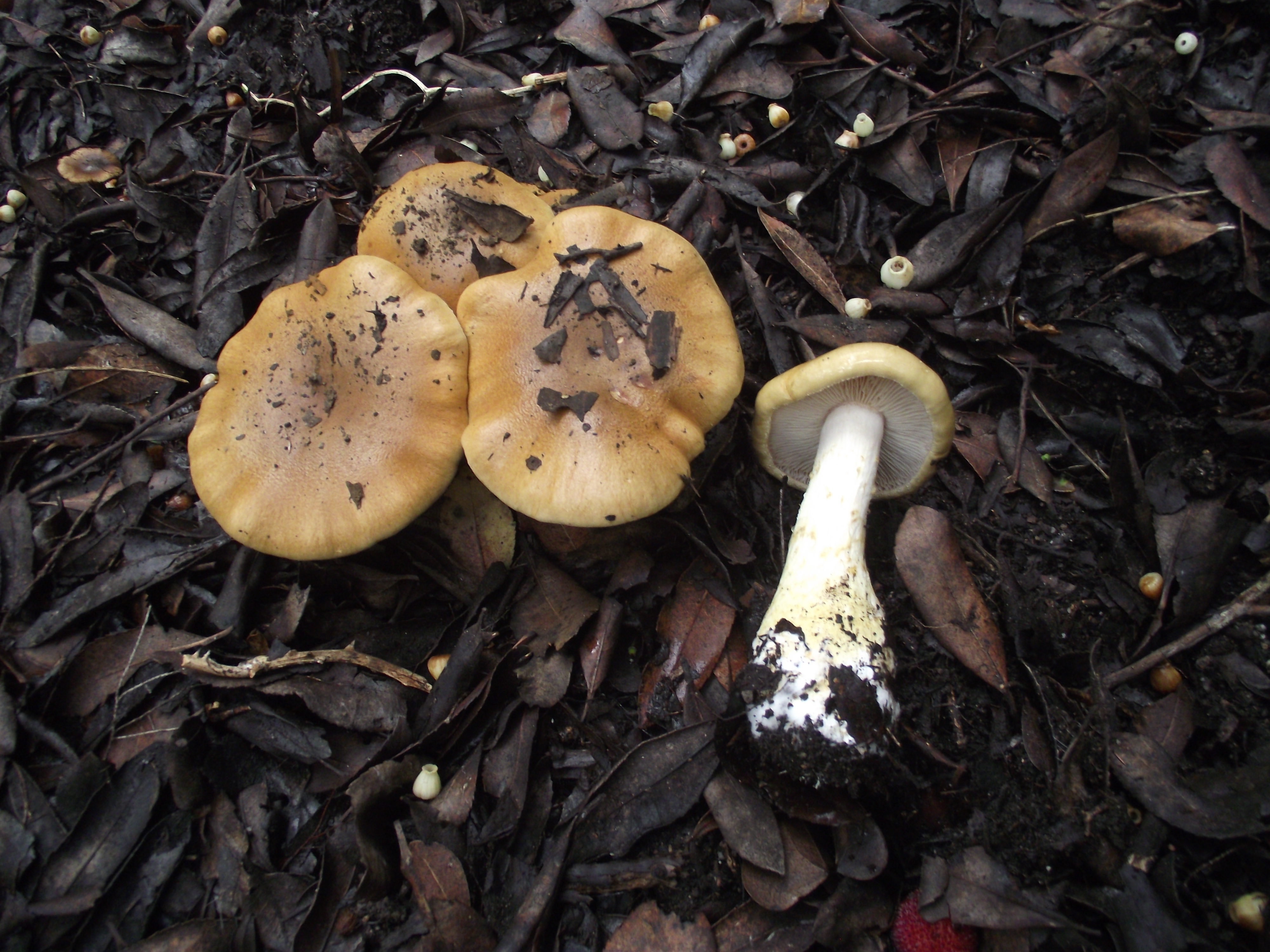
!Cortinarius olidus!
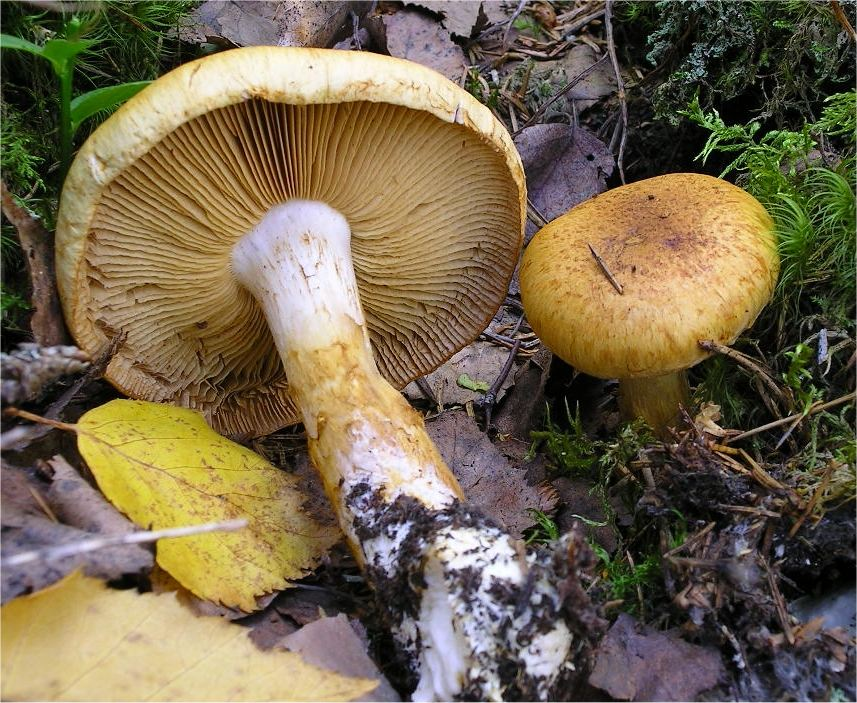
Cortinarius saginus

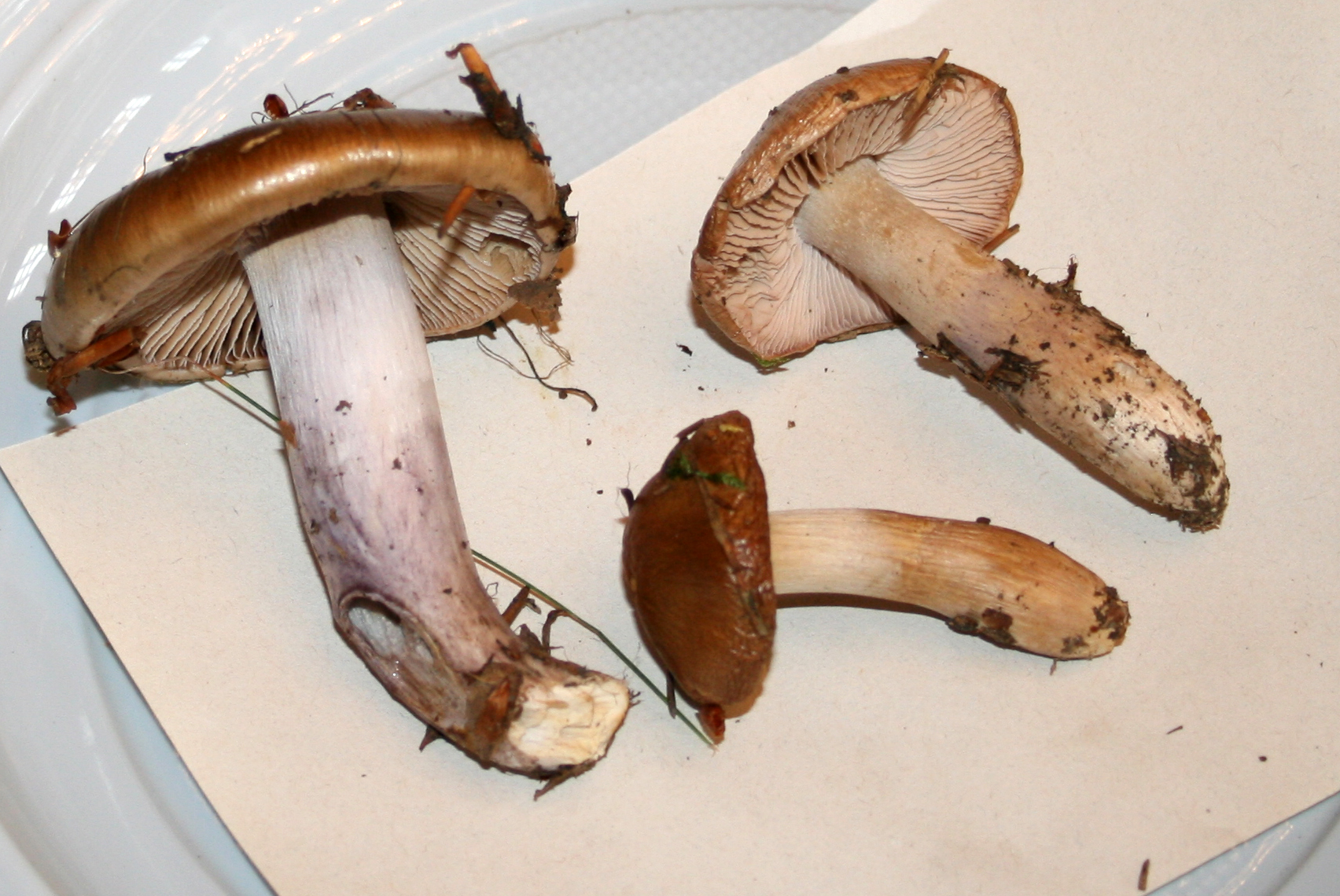
Cortinarius stillatitius
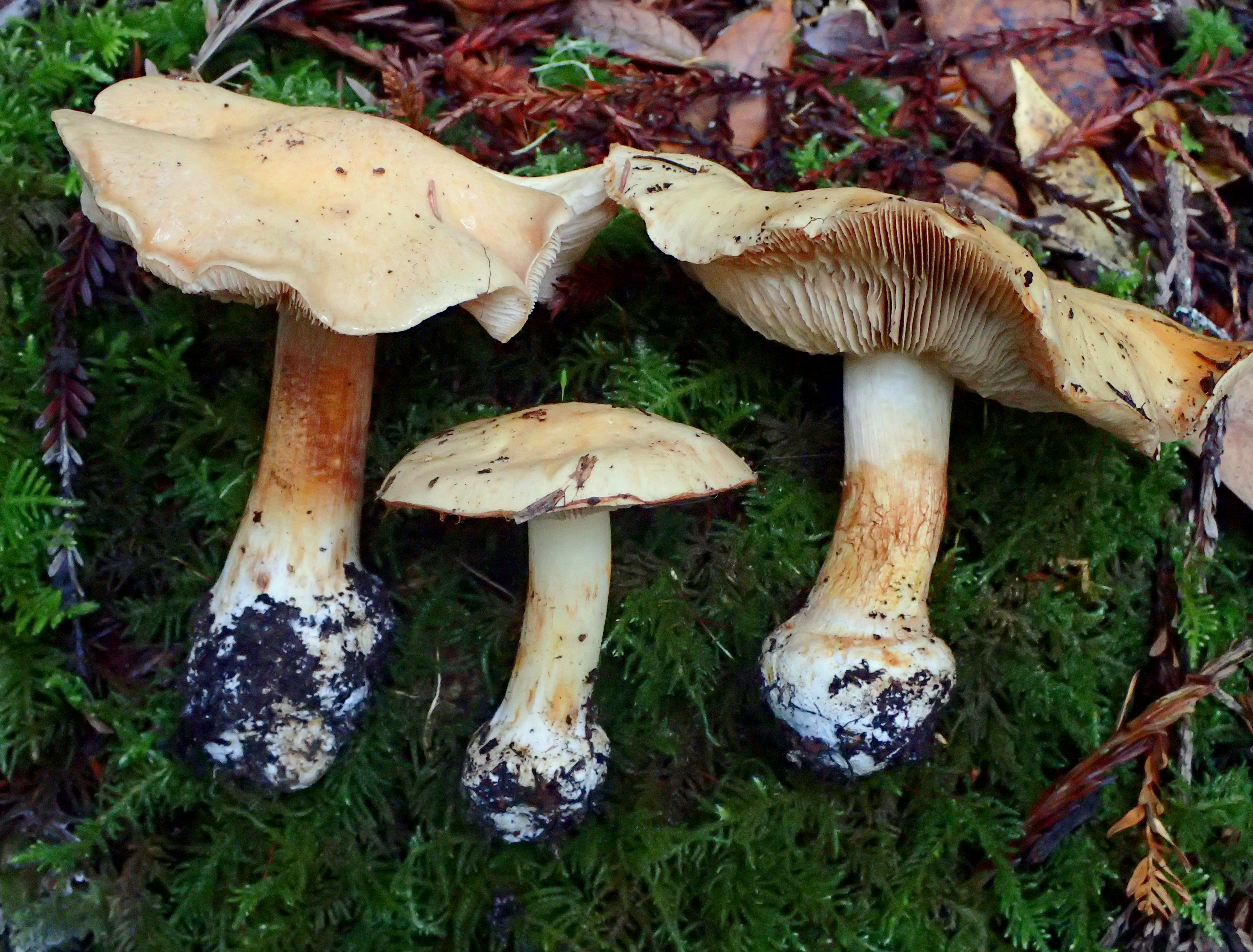
Cortinarius talus
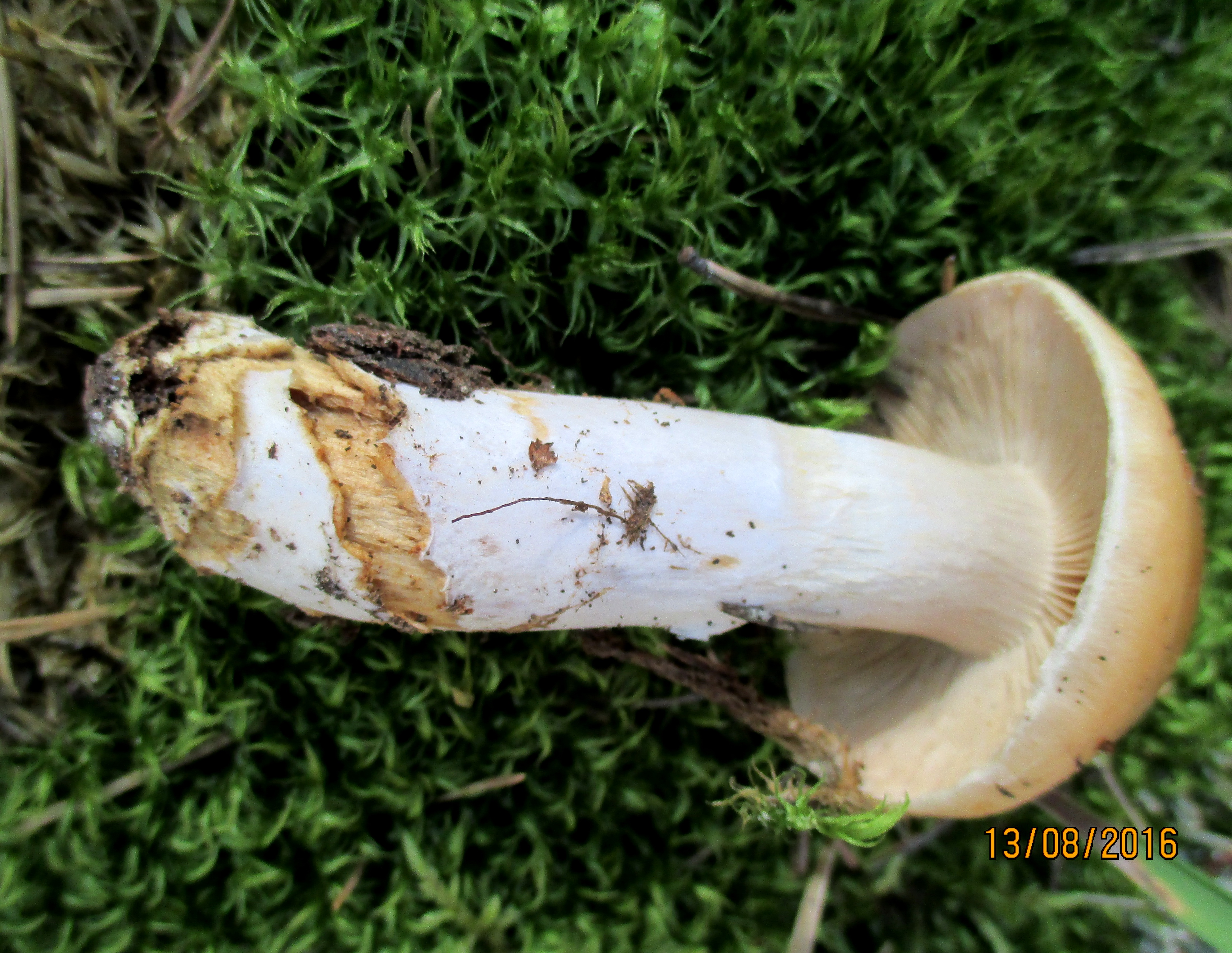
Cortinarius triumphans
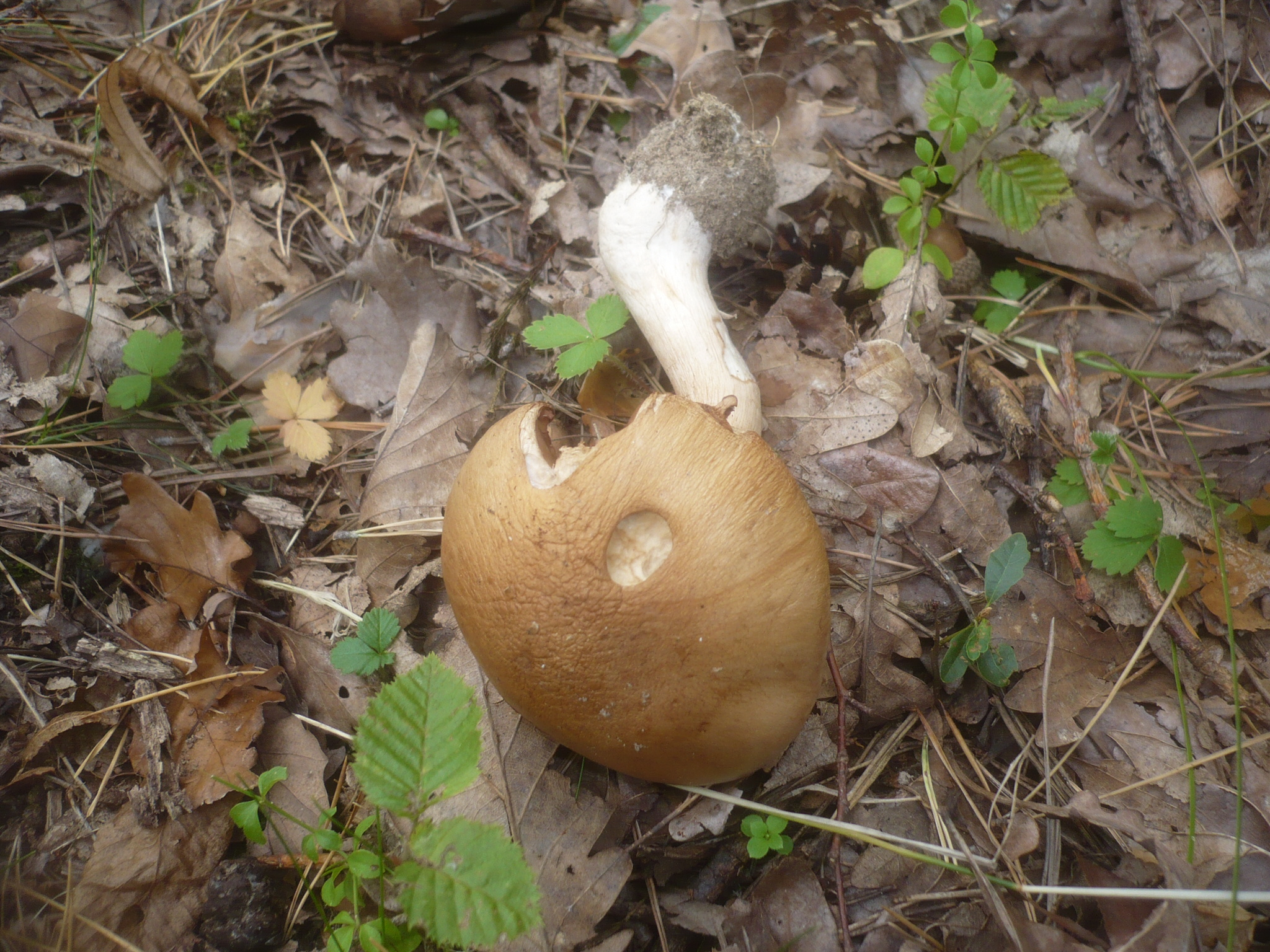
! Cortinarius variicolor !
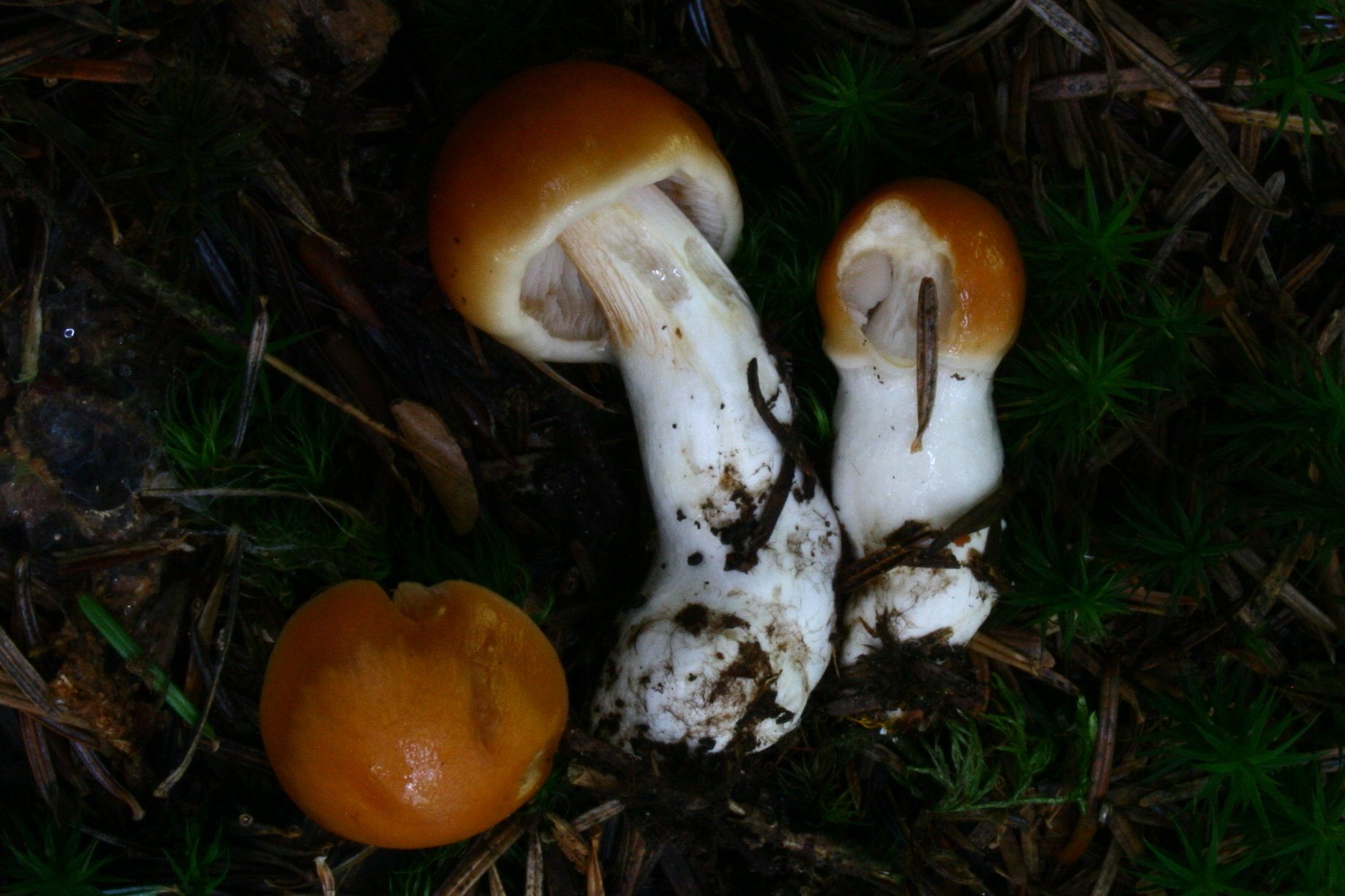
! Cortinarius vibratilis !
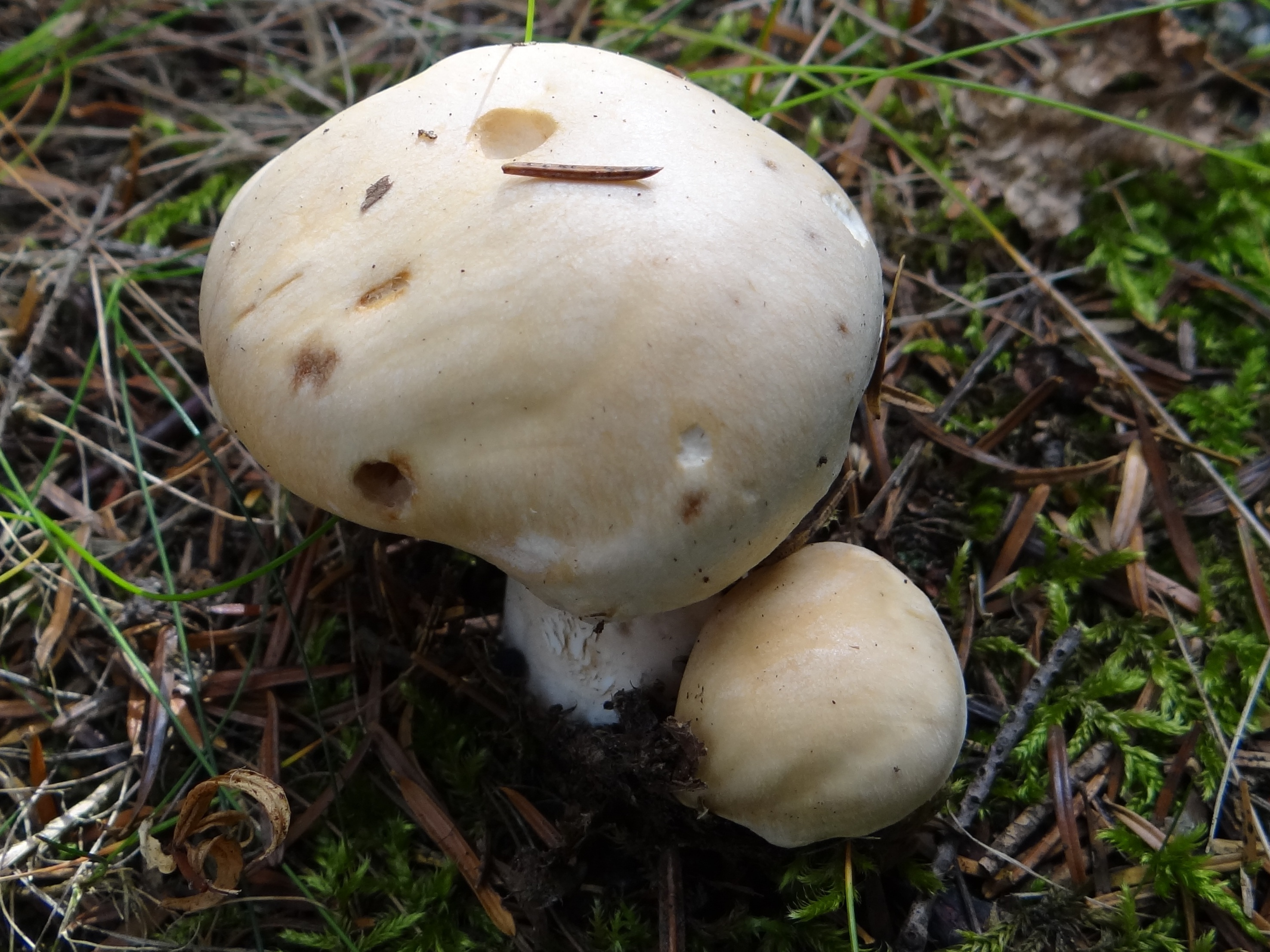
! Hebeloma edurum !

## Valorificare
Datorită gustului precum mirosului său slab, hreanul pădurii nu se potrivește pentru unii foarte bine pregătit singur. Dar prin carnea sa tare se oferă ca adăugare la mâncăruri cu alte ciuperci, în primul rând cu hribii. Pentru alții buretele este predestinat pentru prepararea în legătură cu legume fine sau adăugați la jumări de ou, omletă precum sufleu ori folosiți pentru un foitaj cu șuncă respectiv într-o plăcintă (de exemplu „„în stilul reginei”, cu carne de vițel sau pui, sparanghel și mazăre).